# Al-Kompars
Al-Kompars (en árabe: المغامرة‎) es una película siria, producida por The General Establishment of Cinema, Siria; dirigida por el director Nabil Maleh, en 1993, y 100 min de duración.